# František Oslanský
František Oslanský (Pozsony, 1949. október 24.–) szlovák történész.

## Élete
Ferenc és Helena Novotná gyermeke. 1969-ben végezte el a Könyvtárosi Szakközépiskolát, majd a Comenius Egyetem történelem (levéltáros) szakát.
1972-től a Szlovák Tudományos Akadémia Történeti Intézetének tudományos segéde, 1974-től pedig munkatársa. 1977-ben kisdoktori, 1985-ben tudományok kandidátusa titulust szerzett.
Elsősorban Szlovákia területének középkorával foglalkozik.
Tagja a SzTA Szlovák Történeti Társaságának (Slovenská historická spoločnosť pri SAV), 1992-től a Numizmatikai Bizottságnak, melynek 1997-től alelnöke, a Szlovák Muzeális Társaságnak, a Szlovák Genealógiai és Heraldikai Társaságnak és a Szlovák Levéltárosok Társaságának.

## Művei
- K demografickému vývoju a spoločenskej štruktúre v Banskej Bystrici v 16. storočí
- Vývoj pozemkového vlastníctva Ostrihomského arcibiskupstva na Slovensku do začiatku 16. storočia
- 1979 K demografickému vývoju a sociálej štruktúre Banskej Bystrice v 16. storočí. Historické štúdie 23, 171-196.
- 1982 Príspevok k problematike remesiel v Banskej Bystrici do konca 16. storočia. In: Stredné Slovensko 2. Banská Bystrica, 152-167.
- 1986 Predialisti ostrihomského arcibiskupstva na Slovensku do začiatku 16. storočia. Historický časopis 34/4, 487-508.
- 1987 Význam cirkevných desiatkov v stredoveku na Slovensku. Historický časopis 35/6, 861-869.
- 1987 Nevoľné na pozadí feudálneho panstva Ostrihomského arcibiskupstva v severnom Tekove na začiatku 16. storočia. In: Nevoľné 1487-1987. 29-42.
- 1990 K sociálno-národnostným pomerom a feudálnemu pozemkovému vlastníctvu v Banskej Bystrici do konca 16. storočia. In: Banské mestá na Slovensku. Martin, 146-149.
- 1993 Cirkev v stredovekej Bratislave. Historický časopis 41, 113-122.
- 1993 Das Eigentum der Kirche in Preßburg im Mittelalter. In: Städte im Donauraum. Bratislava, 169-172.
- 1993 Sídelná ostrihomská kapitula a stredoveké Slovensko. Historické štúdie 34, 34-54.
- 1994 Kontinuität der Besiedlung der Komitate Komárno und Esztergom. In: Studia Historica Slovaca 18, 281-308.
- 1995 Kontinuita dávneho osídlenia najjužnejšieho Slovenska nad Dunajom. Historický časopis 43, 609-627.
- 1995 Prvé kritické ponímanie uhorských dejín. In: Slovenský historik Samuel Timon 1675-1736. Trenčianska Turná
- 1995 Kresťanstvo na stredovekom Slovensku. In: Náboženské a sociálne hnutie v Uhorsku a Čechách. Bratislava, 57-73.
- 1995 Ján Jiskra z Brandýsa a Slovensko. Historické štúdie 36, 49-67.
- 1996 The Role of John Jiskra in the History of Slovakia
- 1996 K podmienkam a prameňom sviatočných dní v stredoveku. Historický časopis 44, 569-582.
- 1996 Desiatky pápežskej kúrie a hodnota cirkevných majetkov na Slovensku v stredoveku. Slovenská numizmatika XIV, 121-128.
- 1997 Zavŕšenie christianizácie na Slovensku. Historica XLIII, 147-155.
- 1997 Arcibiskupská šľachta v stredoveku. Nedeľná Pravda 49/1997.
- 1997 O písomných prameňoch k cirkevným majetkom v stredoveku. Historický časopis 45, 388-400.
- 1998 Z písomných prameňov o falšovaní mincí v stredoveku. Slovenská numizmatika XV.
- 1998 Feiertag und Kirche im Mittelalter. In: Städtisches Alltagsleben in Mitteleuropa von Mittelalter bis zum Ende des 19. Jahrhunderts. Bratislava, 47-55.
- 1998 Ku vzdelanosti ostrihomskej kapituly v stredoveku.
- 1999 K vizitácii benediktínskych kláštorov na Slovensku začiatkom 16. storočia
- 2001 Z písomných prameňov o Ostrihomskej arcidiecéze a Slovensku v stredoveku
- 2002 Cirkevné dejiny do reformácie. In: Sereď - Dejiny mesta
- 2002 Zoborský benediktínsky kláštor a jeho zánik. In: Nitra v slovenských dejinách. Martin, 212-219.
- 2002 Zo života a hodnôt benediktínskeho Kláštora sv. Hypolita na Zobore v stredoveku. Slovenská numizmatika XVI.
- 2003 Zo svedectva stredovekého rotulu. In: Kresťanstvo v dejinách Slovenska. Bratislava, 44-50.
- 2003 K vývoju šľachty Ostrihomskej arcidiecézy. Genealogicko-heraldický hlas 2, 3-8.
- 2003 Z počiatkov a rozšírenia cirkevnej šľachty na území Ostrihomskej arcidiecézy. In: Šimončič, J. (Ed.): Studia Historica Tyrnaviensis 3, 97-104.
- 2004 Portrét Jána Jiskru z Brandýsa
- 2004 Zo spísomnenia majetkových hodnôt Ostrihomského arcibiskupstva z polovice 15. storočia na Slovensku. Slovenská numizmatika XVII.
- 2005 Notársky rotulus Jána z Gostyna zo začiatku 14. storočia a Slovensko. Slovenská archivistika 2005/1.
- 2006 Samuel Timon és az ő kritikus hozzáállása a magyar királyság történetéhez a középkorban. Kisebbségkutatás 15/1.
- 2008 Z písomných prameňov Európy o falšovaní mincí v stredoveku. Historický časopis 56/4.
- 2011 Kult sv. Vojtecha a Slovensko v stredoveku. In: Svätý Vojtech – svätec, doba a kult. Bratislava
- 2011 Münzfälschung im Mittelalter im Spiegel europäischer Schriftquellen. Slovenská numizmatika XIX.
- 2012 Šľachta ostrihomského arcibiskupa na prelome 13. a 14. storočia. In: Bitka pri Rozhanovciach v kontexte slovenských a uhorských dejín.
- 2017 Zoborský benediktínsky kláštor. In: Okno do histórie (nielen) Skalky pri Trenčíne Archiválva 2020. szeptember 20-i dátummal a Wayback Machine-ben
- Cirkev v stredovekej Bratislave